# Osphranter
Osphranter Gould, 1842 è un genere della famiglia dei Macropodidi. Comprende quattro specie di canguri di dimensioni piuttosto grandi. Una di queste, il canguro rosso, è il più grande marsupiale esistente al mondo.

## Tassonomia
- Genere Osphranter
  - Wallaroo antilopino, Osphranter antilopinus; diffuso nel Queensland settentrionale, nel Territorio del Nord e nelle regioni nord-orientali dell'Australia Occidentale.
  - Wallaroo nero, Osphranter bernardus; diffuso nelle regioni interne del Territorio del Nord settentrionale.
  - Canguro delle rocce, Osphranter robustus; diffuso in Australia Occidentale, Australia Meridionale, nelle regioni meridionali del Territorio del Nord, nel Queensland, nel Nuovo Galles del Sud e sull'Isola di Barrow. Se ne riconoscono quattro sottospecie:
    - M. r. robustus;
    - M. r. erubescens;
    - M. r. isabellinus;
    - M. r. woodwardi.

  - Canguro rosso, Osphranter rufus; diffuso nelle regioni di medie latitudini di tutta l'Australia.